# Alto islandês

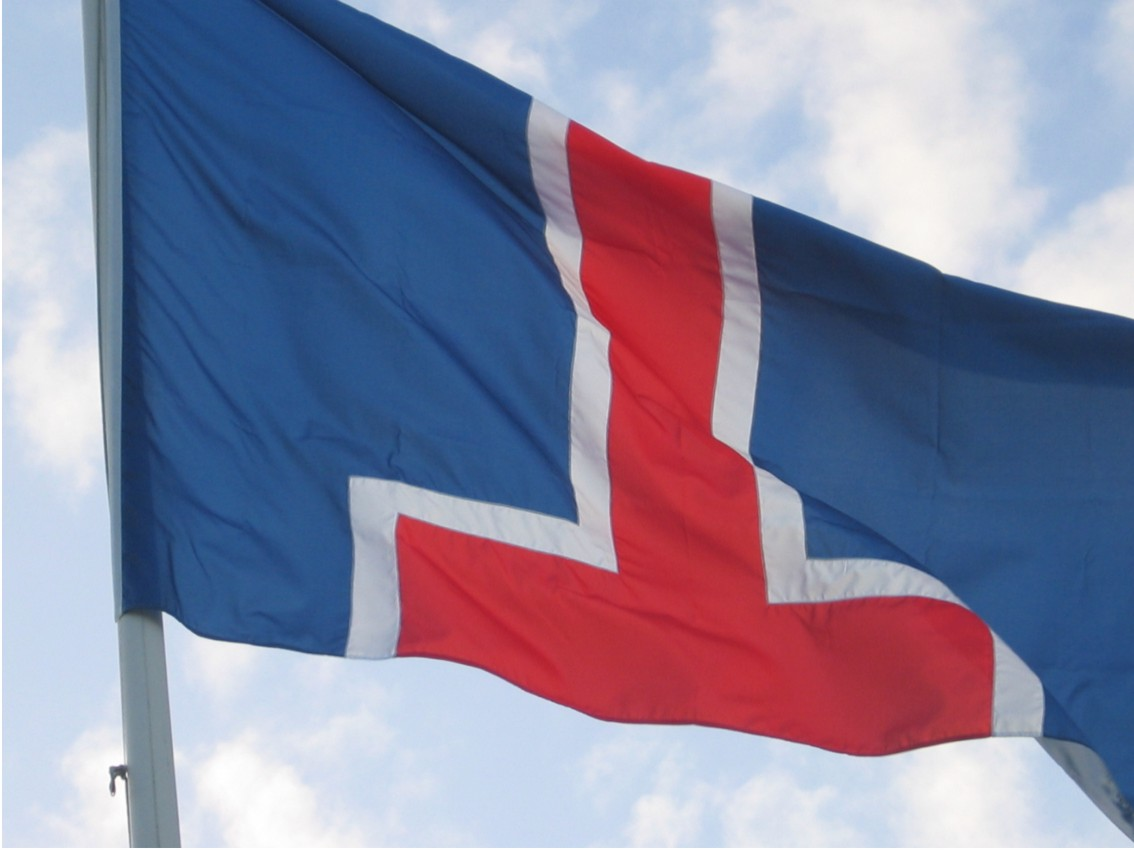
A bandeira que simboliza o alto islandês (þorsfrónvé)

Alto islandês (Háfrónska) é uma variante artificial extremamente purista do islandês moderno. Este projecto pessoal do belga Jozef Braekmans teve origem na década de 90 e evoluiu para um pequeno movimento conduzido pelo reverendo islandês Pétur Þorsteinsson. Os membros do movimento auto-denominam-se nýyrðaskáld (escaldos – ou bardos da tradição nórdica – neologistas).
Pode categorizar-se o alto islandês como uma língua naturalista a posteriori, o que significa que apenas difere do islandês no vocabulário: estrangeirismos são substituídos por neologismos baseados em elementos retirados do conjunto lexical nativo.
O nome da língua derivou de Høgnorsk (alto norueguês), uma forma conservadora do Nynorsk.
O segundo elemento ‘frónska’ é o nome poético da língua, que deriva de ‘frón’ (país, terra).
Tal como é habitual nas línguas construídas, os apologistas da língua criaram um simbolismo em torno da mesma, tal como a bandeira que simboliza o alto islandês (þorsfrónvé).
As opiniões divergem entre apoio e crítica. Alguns defendem que os neologismos são, por vezes, fonologicamente desafiantes, outros criticam-nos por serem demasiado radicais.
Em Novembro de 2005, o programa de televisão informativo islandês ‘Ísland í dag’ dedicou uma edição ao projecto e a estação de rádio islandesa Rás 1 tem um programa semanal (Orð skulu standa) que apresenta palavras do alto islandês.